# Dongrek-Gebirge

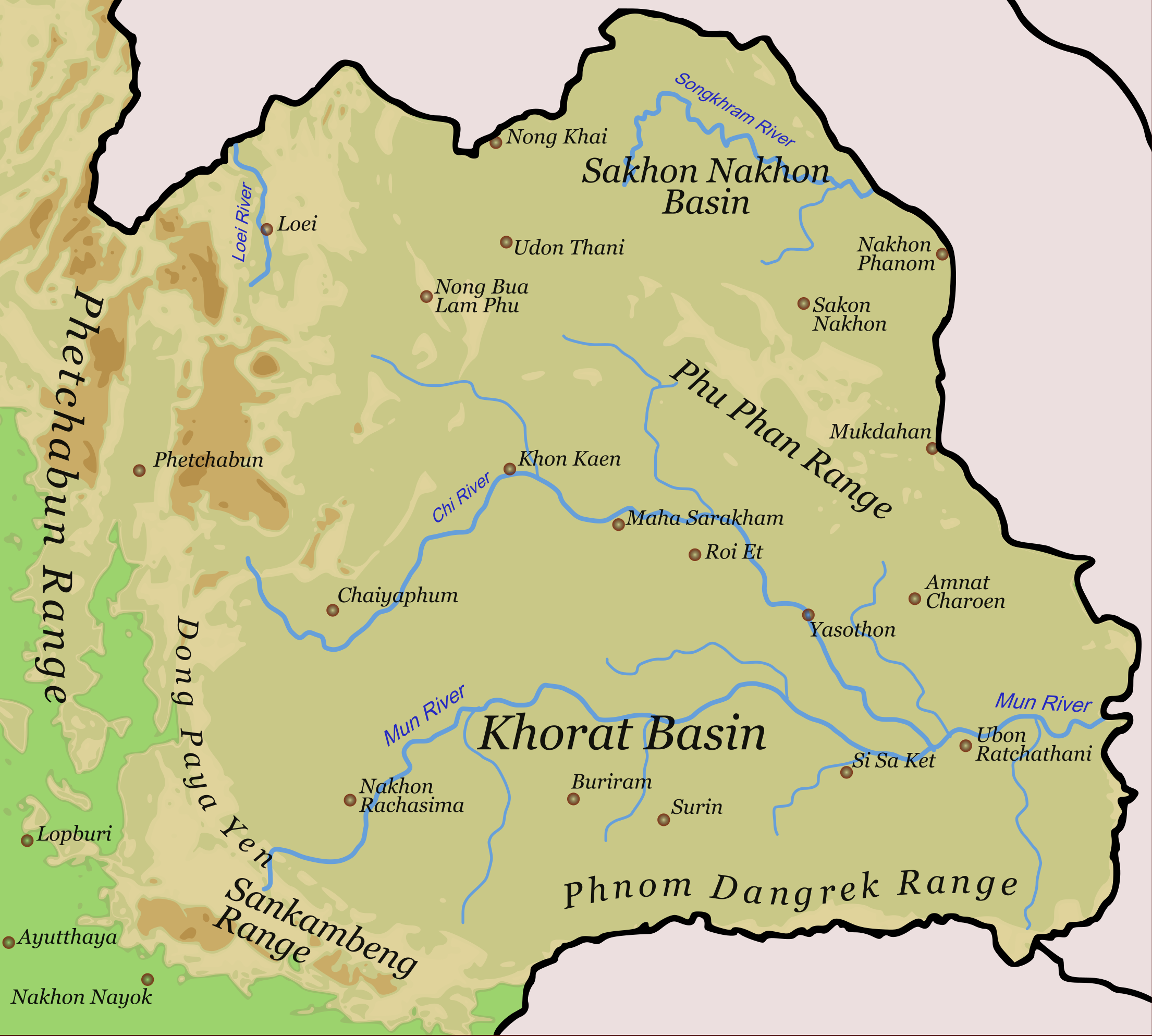
Übersichtskarte Isan-Bergketten

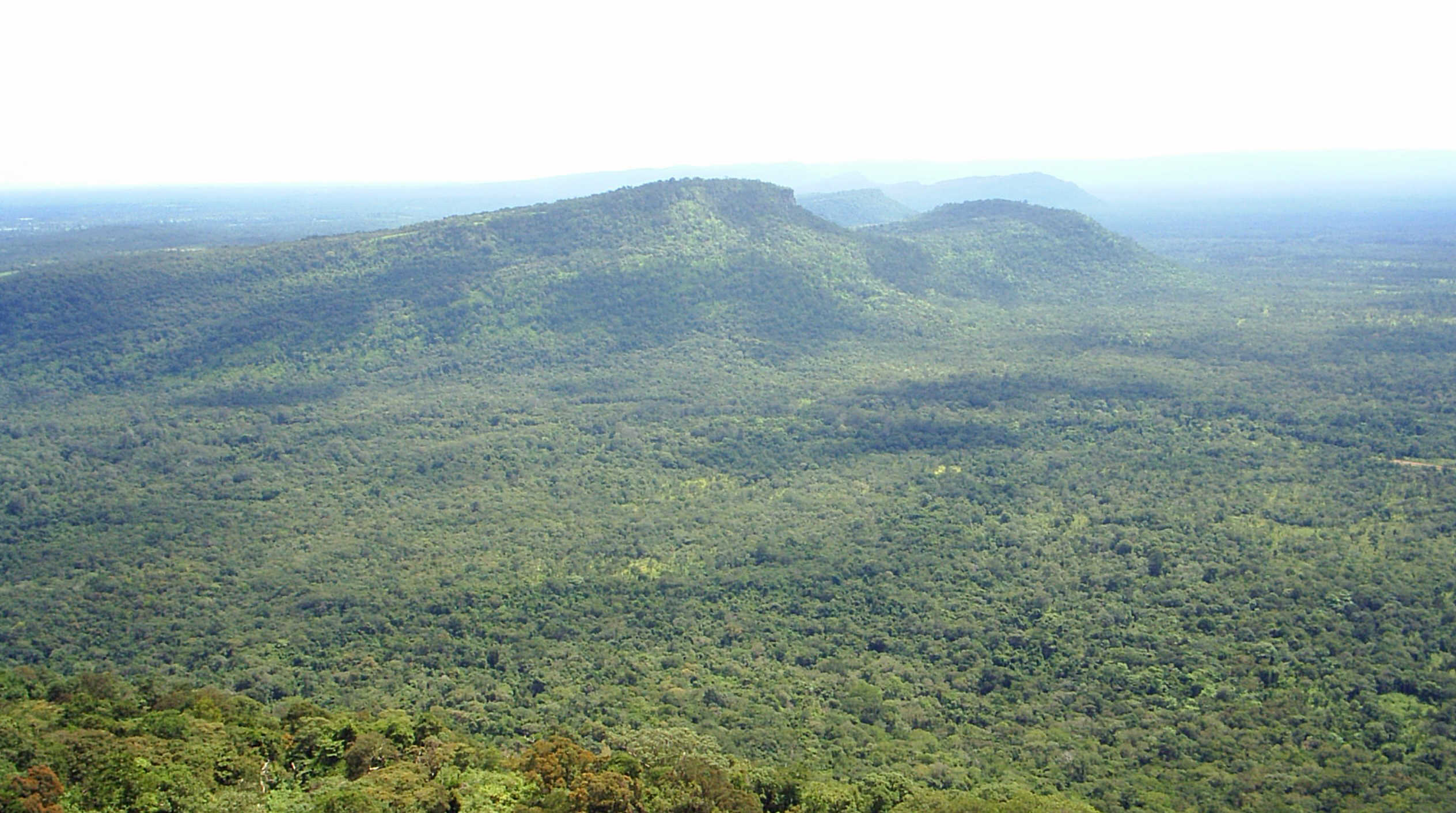
Die Dângrêk-Berge, ostwärts von Maw I-daeng (Thailand) aus gesehen

Das Dongrek-Gebirge (auch: Dângrêk-Gebirge, Khmer: ជួរភ្នំដងរែក, Chuor Phnom Dângrêk; Thai: ทิวเขาพนมดงรัก, Thiu Khao Phanom Dongrak) ist eine Bergkette entlang der Grenze zwischen Thailands Nordost-Region (Isan) und Kambodscha. Es erstreckt sich fast 300  Kilometer lang von der Sankamphaeng-Bergkette des Nationalparks Khao Yai bis hinüber zu den Chong-Bok-Bergen, wo sich die Grenzen von Thailand, Kambodscha und Laos treffen.
Charakteristisch für die Bergkette ist das sanfte Gefälle nach Norden im Gegensatz zum steil abfallenden Süden. Der sanfte Anstieg ist von der thailändischen Seite aus kaum zu bemerken, die Grenze nach Kambodscha jedoch liegt entlang eines steilen Abhangs.
Die Dongrek-Berge besteht hauptsächlich aus flachen Hügeln mit den Phu-Phan- und Phra-Wihan-Formationen aus massivem Sandstein und glimmerhaltigem Schiefer und Silt. Nördlich der Hügelkette, zwischen dem Süden der Provinz Nakhon Ratchasima und dem Süden der Provinz Ubon, liegen charakteristische Basalt-Erhebungen, wie der Dong Chan Yai mit 293 m und der Dong Chan Noi mit 290 m Höhe. Weiter östlich liegt der Khao Phanom Rung mit 377 m Höhe.
Verglichen mit dem Phetchabun-Gebirge hat das Dongrek-Gebirge nur eine mäßige Höhe. Der höchste Punkt liegt im Osten mit 756 m, nur wenige weitere Berge haben mehr als 600 m Höhe, wie zum Beispiel der Phalan Sun (670 m) und der Phanom Ai Nak (638 m).
Prasat Preah Vihear, der berühmte Tempel der Khmer aus dem 11. Jahrhundert, liegt in den Dongrek-Bergen, auf der kambodschanischen Seite der Grenze.